# Бенні Леонард
Бенні Леонард (Benjamin Leiner, нар. 17 квітня 1896, Нью-Йорк - пом. 18 квітня 1947) — американський боксер єврейського походження.
Походив з ортодоксальної єврейської родини. Ніколи не виходив на ринг в юдейські релігійні свята. З 1917 по 1925 рік спортсмен утримував титул чемпіона у легкій вазі. За свою кар'єру провів понад 200 боїв і тільки чотири рази програвав поєдинки. Після цього він пішов зі спорту, залишившись непереможним чемпіоном. Згодом Леонард став рефері.
Тренував українського боксера Осипа «Боксера» Хому.
Помер від серцевого нападу під час суддівства на рингу.